# James J. Corbett
James John "Gentleman Jim" Corbett (1. september 1866 – 18. februar 1933) var en amerikansk bokser, der i perioden 1892-1897 var indehaver af verdensmesterskabet i sværvægt. Corbett var den første verdensmester i sværvægt i den moderne æra, hvor boksekampe blev afviklet med boksehandsker under Queensberryreglerne. 

## Boksekarriere
James J. Corbett havde eksamen fra Sacred Heart High School i San Francisco og gik også på college, og havde muligvis en afgangseksamen fra college. Corbett interesserede sig for boksning og begyndte at bokse som amatør omkring årene 1983-85. På daværende tidspunkt var skellet mellem professionelle og amatører ikke skarpt, men Corbett anses at have opnået status som professionel i 1886 og gjorde debut som professionel mod en Frank Smith, der blev diskvalificeret efter fire omgange.
Det præcise antal kampe for Corbett er uklart. Mange af kampene var opvisninger på markedspladser, og blev således ikke afviklet under de mere kontrollerede former, der kendes i dag. Dertil kommer, at boksesporten i mange af de amerikanske delstater enten var direkte forbudt eller dog reguleret i en grad, der gjorde offentlige boksekampe vanskelige at arrangere. Konsekvensen af dette var, at grænsen mellem opvisning og regulær boksekamp var vanskelig at drage, og antallet af officielle kampe varierer derfor. Boxrec.com angiver tallet til 24, hvorimod Boxing Cyber Zone angiver et langt højere antal, hvori dog er inkluderet en lang række kampe, der er kategoriseret som opvisningskampe. 
I sidste halvdel af 1800-tallet var der ikke udviklet nogen væsentlige bokseteknikker indenfor boksningen. Kampene blev således afviklet som nævekampe under de dagældende London Prize Ring Rules, der kun sporadisk regulerede boksekampene, ligesom boksernes tekniske formåen var beskeden målt med nutidens standarder. Corbett, der havde gennemført en boglig uddannelse, brød dette mønster og udviklede en boksestil, der lagde vægt på at parere slag, og forholde sig ”videnskabeligt” til boksningen. Corbett boksede alle sine kampe under de den gang nye Queensberryregler og benyttede boksehandsker under kampene. Som følge heraf og som følge af, at Corbett plejede sit ydre, redte sit hår (!) og talte et grammatisk sammenhængende engelsk, fik Corbett tilnavnet ”Gentleman Jim”.

### Kamp mod Peter Jackson
Corbett opnåede en række kampe og var ubesejret, da han den 25. maj 1891 mødte den farvede Peter Jackson, der var anset som et af de stærkeste navne på den tid. Peter Jackson var født på St. Croix i Dansk Vestindien som dansk statsborger, men var flyttet til Australien, hvor han havde lært at bokse. Datidens verdensmester i sværvægt John L. Sullivan ville ikke bokse mod sorte boksere, da dette ikke blev anset for ”passende”. Til kampen mellem Corbett og Jackson var fastsat en præmiesum på 10.000 dollars med 8.500 $ til vinderen og 1.500 til taberen. Efter 61 omgangs boksning erklærede kamplederen, at det var åbenbart, at kampen havde udviklet sig “utilfredsstillende for klubbens medlemmer”, hvorefter kampen blev erklæret for en ”no centest”. Begge boksere modtog herefter 2.500 $. 

### Kampen mod John L. Sullivan
Corbett boksede senere samme år i San Fransisco en opvisningskamp mod Sullivan, og Corbett var efter opvisningskampen overbevist om, at han kunne besejre Sullivan, der ikke havde tabt en kamp i årevis. Kampen mod Peter Jackson havde gjort Corbett til et stort navn, og gav Corbett muligheden for en rigtig kamp mod Sullivan om verdensmesterskabet i sværvægt. Kampen blev arrangeret som led i et større arrangement, hvor der over tre dage blev arrangeret boksekampe. Første kamp på programmet var den ubesejrede letvægter Jack McAuliffe mod Billy Myer, dagen efter VM-kamp i fjervægt mellem verdensmesteren George Dixon og udfordreren Jack Skelly. På den sidste dag, den 7. september 1892 boksede John L. Sullivan mod James J. Corbett om verdensmesterskabet i sværvægt. Der var en præmiesum på 25.000 $ til vinderen, hvilket var rekord. Kampen tiltrak titusinder af tilskuere, og blev kaldt ”The Battle of New Orleans”. Kampen blev som den første VM-kamp i sværvægt afviklet under Queensberryreglerne og med boksehandsker. 
John L. Sullivan vejede 212 pund mod Corbetts 187, og Corbett var således Sullivan fysisk underlegen. Corbett benyttede under kampen sin ”videnskabelige” taktik og forsøgte at undgå Sullivans noget mere direkte boksestil, og forsøgte sig med kontraboksning. I 21. omgang lykkedes det Corbett at få de afgørende stød ind på Sullivan, der herefter blev talt ud.
Corbett var herefter verdensmester i sværvægt.  Som Sullivan forsvarede Corbett sjældent sin titel, der gav ham rigelig med PR, og muliggjorde en god betaling for at deltage i opvisningskampe over det meste af USA og i Paris. Herudover gav titlen som verdensmester Corbett adgang til at medvirke en i en lang række film og teateroptrædender.

### Titelforsvar og kamp mod Bob Fitzsimmons
Corbett forsvarede første gang sin titel i 1894 mod Charlie Mitchell, der blev slået ud i 3 omgang. Corbett skulle have mødt briten Bob Fitzsimmons i 1895, men kampen blev aflyst, og blev først afviklet den 17. marts 1897. Kampen mod Fitzsimmons var blot Corbetts andet titelforsvar fem år efter han vandt titlen. Fitzsimmons var verdensmester i mellemvægt, men havde til Corbetts betydelige mishag insisteret på at være den rette indehaver af verdensmesterskabet også i sværvægt, og havde bokset et par kampe, som arrangørerne annoncerede som VM-kampe. 
Kampen mellem Corbett og Fitzsimmons blev afviklet i Carson City i Nevada. Kampen tiltrak sig stor interesse, og Nevada måtte inden kampen ved lov ophæve forbuddet mod boksning i staten. For at opretholde lov og orden havde Corbett i sit ringhjørne Wyatt Earp og fire andre bevæbnede mænd, ligesom Fitzsimmons også havde fem revolvermænd i sit hjørne.   Kampen blev som noget helt usædvanligt optaget på film. Filmen anses som den første dokumentarfilm, og filmen var med en længde på ca. 100 minutter den længste film, der indtil da var udgivet. 
Corbett viste sig i det meste af kampen Fitzsimmons overlegen, og sendte briten til tælling i 4. omgang.  Fitzsimmons holdt imidlertid fast i Corbetts ene ben mens han var nede, og først da Fitzsimmons efter et par opfordringer havde sluppet Corbetts ben begyndte tællingen. Fitzsimmons kom op inden ”ti”, men havde været nede i ca. 15 sekunder. På trods af Corbetts overlegenhed i kampen var han dog ikke i stand til at stoppe Fitzsimmons, og da Fitzsimmons i kampens 14. omgang fik sat et par hørde stød ind i solar plexus på Corbett, blev Corbett talt ud. 
Fitzsimmons ønskede ikke at forsvare titlen i en returmatch mod Corbett, men tabte i stedet titlen i sit første titelforsvar til Corbetts tidligere elev og sparringpartner James J. Jeffries. Corbett fik chancen for at genvinde titlen mod Jeffries den 11. maj 1900. Corbett leverede et stor kamp mod den fysisk overlegne Jeffries, og Corbett førte klart på point, da han i 23. omgang blev ramt hårdt af Jeffries, hvorefter han blev talt ud. I en returmatch tre år senere i 1903 blev Corbett i en alder af 37 år stoppet i 10. omgang, hvorefter han opgav boksekarrieren.

## Efter boksekarrieren
Efter at have trukket sig tilbage fra boksningen koncentrerede Corbett sig om sin karriere som skuespiller, hvor han medvikede i en række mindre film og i diverse minstrel shows, hvor han var malet sort i hovedet og talte om boksning. Han udgav selvbiografien The Roar of the Crowd, der blev optrykt i ugeavisen  The Saturday Evening Post over seks uger i oktober/november 1894. Året efter blev selvbiografien udgivet i bogform under titlen True Tale of the Rise and Fall of a Champion. Selvbiografien blev filmatiseret i 1942 i en Hollywood-produktion under titlen Gentleman Jim med Errol Flynn i rollen som Corbett.
I 1924 boksede Corbett sin sidste opvisningskamp, da han i en alder af næsten 60 år mod den fremtidige verdensmester Gene Tunney, der var en beundrer af Corbetts "videnskabelige" stil. Tunney udtalte efter kampen, at han var imponeret over den gamle mesters evner. 
Corbett døde i 1933, og er bisat på Cypress Hills Cemetery i Brooklyn, New York. 
Ved indvielsen af International Boxing Hall of Fame var Corbett blandt de første, der blev optaget.

## Medvirken i film
James J. Corbett medvirkede i følgende film
- Corbett and Courtney before the Kinetograph, 1894 [10]
- Actor's Fund Field Day, 1910
- How Championships Are Won—And Lost, 1910
- The Man from the Golden West, 1913
- The Burglar and the Lade, 1915
- The Other Girl, 1915
- The Prince of Avenue A., 1920
- The Midnight Man, 1920
- The Beauty Shop, 1922
- James J. Corbett and Neil O'Brien, 1929
- At the Round Table, 1930